# Xã Chillicothe, Quận Livingston, Missouri
Xã Chillicothe (tiếng Anh: Chillicothe Township) là một xã thuộc quận Livingston, tiểu bang Missouri, Hoa Kỳ. Năm 2010, dân số của xã này là 9.732 người.